# Липовка (Кезький район)
Ли́повка (рос. Липовка) — присілок в Кезькому районі Удмуртії, Росія.
Населення — 124 особи (2010; 201 в 2002).
Національний склад станом на 2002 рік:
- удмурти — 92 %

Урбаноніми:
- вулиці — Орловська, Пегановська, Центральна